# Споживча вартість
Споживча вартість — здатність товару задовольняти певну потребу людини. Споживча вартість прямо залежить від споживчих властивостей, тобто визначається корисністю

## Основні властивості й особливості споживчої вартості
- Споживча вартість продукту праці має історичний характер. Її роль і значення змінюються в залежності від зміни суспільних умов. Наприклад, споживча вартість може мати значення тільки для самого виробника (коли він виготовляє товар для себе); для суспільства (коли виробник виготовляє товар і для себе і для інших). Історична особливість споживчої вартості товару полягає в тому, що вона є носієм мінової вартості.

- Споживча вартість речей історично розкриваються з прогресом науки і техніки. Наприклад, корисність тієї чи іншої корисної копалини стає відомою лише тоді, коли люди набувають досвіду їх використання. Але відбувається це спершу на нижчому рівні (скажімо з заліза спершу виготовляли наконечники стріл, ножі тощо), а потім з розвитком науки і техніки розкриваються все нові сторони корисності речей (сьогодні, скажімо, з того ж заліза виготовляють ракетні кораблі, машини тощо).

- Споживча вартість може безпосередньо задовольняти особисту потребу людини або служити засобом виробництва матеріальних благ.

- Всяка річ, що має споживчу вартість, може бути товаром, або бути призначеною для обміну.

- Споживчу вартість мають і багато речей, створених природою (приклади — плоди дерев, вода тощо).

- Предмети за споживчою і міновою вартістю не корелюють. Часто ці вартості навіть мають протилежні значення.